# Hygrochroa doramia
Hygrochroa doramia är en fjärilsart som beskrevs av Dyar 1912. Hygrochroa doramia ingår i släktet Hygrochroa och familjen silkesspinnare. Inga underarter finns listade i Catalogue of Life.